# Gennaro Borrelli
Pour les articles homonymes, voir Borrelli.
Gennaro Borrelli, né le 10 mars 2000 à Campobasso en Italie, est un footballeur italien, qui évolue au poste d'avant-centre au Cagliari Calcio.

## Biographie

### En club
Né à Campobasso en Italie, Gennaro Borrelli est formé au Delfino Pescara. C'est avec ce club qu'il fait ses débuts en professionnel, jouant son premier match lors d'une rencontre de coupe d'Italie le 11 août 2019, face au Mantova 1911. Il entre en jeu et son équipe s'impose par trois buts à deux.  Borrelli fait sa première apparition en Serie B le 27 septembre 2019 contre le FC Crotone. Il entre en jeu à la place d'Andrea Cisco (en) et son équipe s'incline par trois buts à zéro.
Le 5 octobre 2020, Borrelli est prêté au Cosenza Calcio.
Le 11 août 2021, Gennaro Borrelli est prêté à la SS Monopoli.
Le 29 juillet 2022, Gennaro Borrelli est prêté pour une saison au Frosinone Calcio avec obligation d'achat.
Il inscrit son premier but pour Frosinone le 14 octobre 2022, lors d'une rencontre de championnat face au Venezia FC. Il entre en jeu et participe à la victoire de son équipe par trois buts à un.
Le 1er septembre 2023, Gennaro Borrelli est prêté au Brescia Calcio pour une saison.

### En sélection
Gennaro Borrelli ne joue qu'un match avec l'équipe d'Italie des moins de 20 ans, le 18 novembre 2019 contre la Suisse. Il marque son seul but avec cette sélection ce jour-là, et son équipe s'impose par quatre buts à deux.